# 侧锯足蛛
侧锯足蛛（学名：Runcinia lateralis）为蟹蛛科锯足蛛属的动物。在中国大陆，分布于四川等地。该物种的模式产地在四川。